# インベストメント鋳造
インベストメント鋳造（インベストメントちゅうぞう、英語: investment casting）とは、工業プロセスにおける鋳造方法のひとつ。

## 概要
複雑な形状の製品を簡易に製造できる手法として用いられる。ワックス（蝋）や発泡スチロールのように高温で消失する素材で原型を製作する。ワックス（蝋）を使用する場合にはロストワックス鋳造（lost wax casting）と呼ばれる。

## 工程

### 蝋を使用する場合
まず鋳造する製品と同じ形状の原型を、ワックス（蝋）のように高温で消失する素材で製作する。この原型にはあらかじめ湯口の部分を作っておく。次に原型の周囲を耐火性石膏等の耐火材で覆い、硬化、乾燥後に高温で脱蝋、焼結して鋳型を造る。このとき原型のワックスは熱で融け出して消失する。こうして完成した鋳型へ溶融金属を流し込み、冷えた時点で鋳型を破壊すると鋳物が残り完成となる。

### 発泡スチロールを使用する場合
『フルモールド鋳造』、『消失模型鋳造法』『ロストフォーム法』『フルモールド法』と呼ばれる鋳造法で、まず鋳造する製品と同じ形状の原型を、発泡スチロールで製作する。この原型にはあらかじめ湯口の部分を作っておく。周囲を鋳物用の砂等で覆い、型の硬化後、直接溶融金属を流し込むと発泡スチロールが溶けて消失する。冷却後鋳型を破壊すると鋳物が残り完成となる。

## 特徴
- 鋳造自体に高価な金型等を必要とせず、初期コストが安い。
- 鋳型を分割する必要がないため、金型や砂型では抜くことが難しい複雑な形状であっても、容易に鋳造することができる。また、バリやパーティングライン（左右の型を合わせた場合に必ず出来る条線）も生じない。ただし原型を金型で量産する場合、原型に対して後加工が必要となる。
- 鋳型として磁器を用いるため、寸法精度が比較的高い。
- 原型・鋳型とも使い捨てのため、ダイカストなどと比較して大量生産には向かない。
- あまり大型の鋳物を製造することはできない。

以上の特徴から、歯車などの小型で精密な機械部品、あるいは指輪やペンダントなどの装身具などを製造するために用いられることが多い。
また、歯科医療においてクラウンなどを製造する歯科精密鋳造の方法として一般的であり、歯科医師や歯科技工士が行っている。